# Alex Briley
Alex Briley (né le 12 avril 1947 à New York) est un chanteur américain. Il est notamment connu pour avoir été le premier G.I. au sein des Village People.

## Biographie

### Jeunesse et formation
Alexander Briley est né à Harlem, où il passera sa jeunesse, ainsi qu'à Mount Vernon. Fils de pasteur, il commença à chanter à l'église dès son plus jeune âge, puis étudia le chant à l'université de Hartford.

### Carrière
Dans les années 1970, il fait la connaissance du producteur/compositeur Jacques Morali, fondateur des Village People, et de celui qui deviendra le leader du groupe, Victor Willis.
En 1978, devient le troisième membre du groupe des Village People.
Lors de ces premières représentations, il était initialement vêtu d'un jean et d'un T-shirt avant de s'habiller en soldat pour l'album Cruisin' (1978). Dans In the Navy (1979), il prit l'apparence d'un marin.
En 2005, the Falling Man, la figure emblématique du 11 septembre 2001, immortalisée par une photo, fut identifié comme étant son frère Johnathan, hypothèse qui reste contestée.